# Steinbach (powiat Eichsfeld)
Steinbach – miejscowość i gmina w Niemczech, w kraju związkowym Turyngia, w powiecie Eichsfeld, wchodzi w skład wspólnoty administracyjnej Leinetal.